# Eastlake (Ohio)
Eastlake és una població dels Estats Units a l'estat d'Ohio. Segons el cens del 2000 tenia 20.255 habitants.

## Demografia
Segons el cens del 2000, Eastlake tenia 20.255 habitants, 8.055 habitatges, i 5.557 famílies. La densitat de població era de 1.222 habitants per km².
Dels 8.055 habitatges en un 30,6% hi vivien nens de menys de 18 anys, en un 53,3% hi vivien parelles casades, en un 11,4% dones solteres, i en un 31% no eren unitats familiars. En el 26,3% dels habitatges hi vivien persones soles el 9,3% de les quals corresponia a persones de 65 anys o més que vivien soles. El nombre mitjà de persones vivint en cada habitatge era de 2,51 i el nombre mitjà de persones que vivien en cada família era de 3,07.
Per edats la població es repartia de la següent manera: un 23,8% tenia menys de 18 anys, un 8,1% entre 18 i 24, un 30,3% entre 25 i 44, un 25,7% de 45 a 60 i un 12,1% 65 anys o més.
L'edat mediana era de 38 anys. Per cada 100 dones de 18 o més anys hi havia 94,4 homes.
La renda mediana per habitatge era de 43.297 $ i la renda mediana per família de 52.039 $. Els homes tenien una renda mediana de 37.557 $ mentre que les dones 27.135 $. La renda per capita de la població era de 19.905 $. Aproximadament el 3,7% de les famílies i el 5% de la població estaven per davall del llindar de pobresa.

## Poblacions més properes
El següent diagrama mostra les poblacions més properes.